# Museo numismatico della Fondazione Banca Agricola Mantovana
Il museo numismatico della Fondazione Banca Agricola Mantovana è un museo situato a Mantova in Corso Vittorio Emanuele II, 13.

## Storia
Rappresenta, con i suoi 2160 pezzi esposti e per rarità di molti esemplari, la più completa raccolta di antiche monete e medaglie di Mantova e dei Gonzaga.
Nel museo sono confluite le collezioni dello studioso di numismatica Giulio Superti Furga di Canneto sull'Oglio e dell'esperto conte Alessandro Magnaguti (1887-1966).

## Collezioni
- Il Comune, I Gonzaga capitani generali del popolo di Mantova e vicari imperiali, I Gonzaga marchesi di Mantova
- I Gonzaga duchi di Mantova e marchesi poi duchi del Monferrato
- I Gonzaga di Nevers (1627 - 1707)
- Le zecche e le monete dei rami cadetti dei Gonzaga